# Elsabeth Black
Elsabeth Ann "Ellie" Black ONS (8 september 1995) is een Canadese artistieke turnster. Ze is viervoudig Olympiër en heeft haar land vertegenwoordigd op de Olympische Spelen van 2012, 2016, 2020 en 2024. Ze is de zilveren medaillewinnaar van 2017 op de wereld all-around, waarmee ze de eerste Canadese turnster is die een wereld all-around medaille wint. Black is ook de 2018 Commonwealth Games all-around kampioen, een twee keer Pan American Games all-around kampioen (2015, 2019), en een zes keer Canadees nationaal all-around kampioen (2013-2015, 2017-2019). Op de Olympische Spelen van 2016, eindigde Black 5e in de individuele all-around. Op de Olympische Spelen van 2020 werd Black 4e in de balkfinale, de hoogste plaatsing op de Olympische Spelen voor een Canadese turnster.
In 2018 werd ze uitgeroepen tot een van de grootste 15 atleten in de geschiedenis van Nova Scotia. In oktober 2018 kondigde de luitenant-gouverneur van Nova Scotia, Arthur LeBlanc, aan dat Black tijdens een ceremonie op 6 november de Orde van Nova Scotia zou krijgen, voor haar bijdrage als ambassadeur voor zowel de turnsport als de provincie, waarbij ze verklaarde: "Ellie is een uitstekend rolmodel voor haar leeftijdsgenoten en jonge turnsters, waarbij ze een geweldige werkethiek en een gracieuze houding laat zien bij zowel overwinning als verlies. Black neemt de tijd met haar jonge fans, erkent hun steun en deelt haar ervaringen". Black is pas de tweede persoon onder 25 jaar die de Orde van Nova Scotia ontvangt, de eerste is hockeyster Sidney Crosby. Ze wordt beschouwd als de meest succesvolle Canadese vrouwelijke turnster aller tijden op basis van haar talrijke prestaties op het wereld- en Olympische toneel.

## Junior

### 2009
In december deed Black mee aan Elite Canada in Oakville, Ontario. Ze werd tiende in de all around competitie met een score van 49,35 en derde op sprong met een score van 12,925.

### 2010
In mei nam Black deel aan de Canadese kampioenschappen in Kamloops, Canada. Ze werd 14e in de meerkampfinale met een score van 50,300. In de toestelfinales werd ze derde op sprong met een score van 13,950 en eerste op balk met een score van 14,500.
In december deed Black mee aan Elite Canada in Gatineau, Canada. Ze werd veertiende in de meerkamp met een score van 48,950, tweede op sprong met een score van 13,600, vierde op balk met een score van 12,950, en achtste op vloer met een score van 12,450.

## Senior

### 2012
In februari nam Black deel aan Elite Canada in Mississauga, Canada. Ze werd negende in de meerkamp met een score van 52,350. In de finale werd Black eerste op sprong met een score van 14,750, derde op balk met een score van 13,550 en zevende op vloer met een score van 12,600.
In april nam Black deel aan de 2de Artistieke Gymnastiek Meeting in San Bernardo, Brazilië met turnsters uit Brazilië, Canada en Zuid-Korea. Ze won zowel de finale in sprong als van de balk met scores van 13.988 en 14.600.
Later in april nam Black deel aan de Artistic Gymnastics World Cup in Osijek, Kroatië. Ze won goud in de finales sprong en vloer met een score van respectievelijk 14,575 en 13,725.
In mei nam Black deel aan de Canadese kampioenschappen in Regina, Canada. Ze werd derde in de kwalificaties maar zakte naar de zevende plaats in de finale met een score van 53.600. In de finale werd Black eerste op sprong met een score van 14.475, zevende op balk met een score van 12.800 en derde op vloer met een score van 13.950.
Eind juni was Black een van de twaalf turnsters die werden uitgekozen om mee te doen aan de Final Olympic Selection meet in Gatineau, Canada. Op de eerste wedstrijddag werd ze zesde in de meerkamp met een score van 52.050. Op basis van haar prestaties hier en op de Canadese kampioenschappen werd ze geselecteerd voor het vijfkoppige Olympische team.

#### Olympische Spelen Londen 2012
In juli nam Black deel aan de Olympische Zomerspelen 2012 in Londen, Verenigd Koninkrijk. Ze hielp het Canadese team zich te kwalificeren voor de teamfinales voor de eerste keer in de geschiedenis en individueel kwalificeerde ze zich voor de polsstokfinale met een score van 14,366.  In de teamfinale droeg ze met scores van 15.233 op sprong, 14.266 op balk en 14.208 op vloer bij aan de vijfde plaats van het Canadese team. In de sprongfinale blesseerde Black haar linkerenkel bij haar eerste sprong nadat ze op vier poten landde, waardoor ze een score van 0.000 kreeg. Ze probeerde haar tweede sprong, maar besloot dat niet te doen vanwege de blessure, waardoor ze achtste werd.
Na de Olympische Spelen verklaarde Black dat ze zou blijven meedoen aan wedstrijden.

### 2013
Op de Universiade van 2013 eindigde Black als vierde in de meerkamp met een score van 55,000. In de finales van het onderdeel werd ze vierde op sprong, derde op balk, en tweede op vloer.
Op de Wereldkampioenschappen Artistieke Gymnastiek 2013 eindigde Black als dertiende in de meerkamp en als achtste op vloeroefening.

### 2014
Op de Commonwealth Games 2014 werd Black vierde met haar team, en vierde in de meerkamp. In de toestelfinales won Black goud op balk, zilver op sprong, brons op vloer en eindigde ze als vierde op balk.
Ook in 2014 deed ze mee aan de Wereldkampioenschappen Artistieke Gymnastiek 2014 in Nanning, China. Haar team presteerde ondermaats in de kwalificatieronde, ze werd 12e en kwalificeerde zich voor de volgende Wereldkampioenschappen, maar slaagde er niet in door te gaan naar de teamfinale. Individueel kwalificeerde Black zich als veertiende voor de finale allround en als vijfde voor de finale evenwichtsbalk. In de meerkamp plaatste ze zich als 9e, de hoogste plaats ooit voor een Canadese op een Olympische of Wereldkampioenschappen. Ze overtrof daarmee landgenote Victoria Moors met een 10e plaats van het jaar ervoor; Black plaatste zich bijna in de top 8 en eindigde slechts 0,001 punt achter de als 8e eindigende Jessica López uit Venezuela. In de evenwichtsbalk finale, Black zevende geplaatst na een val op haar volledige twist, terwijl Simone Biles van de Verenigde Staten ging op om de gouden medaille te nemen voor Bai Yawen van China en Aliya Mustafina van Rusland.
In november 2014 reisde Black naar Notts Gymnastics Academy om te trainen met Becky Downie en de rest van hun elite programma.

### 2015
In januari 2015 deed Black mee aan de Elite Canada wedstrijd, waar ze de balk titel won, wat haar enige onderdeel was. Black nam deel aan de 2015 AT&T American Cup in Arlington, Texas op 7 maart 2015 en werd 5e met een all-around score van 56.132. In mei, 2015, won Black haar derde opeenvolgende nationale all-around titel met een score van 57.950.
In juli, Black nam deel aan de 2015 Pan American Games die werden gehost in Toronto, Canada. Het Canadese team won een zilveren medaille, en Black kwalificeerde zich als 5e voor de All Around finale en kwalificeerde zich ook voor de finales sprong, balk en vloer. In de meerkampfinale won Black de gouden medaille met een score van 58,150 en werd daarmee de eerste niet-Amerikaanse vrouw sinds 1983. Black won de bronzen medaille in de toestelfinale met een gemiddelde score van 14,087. Op 15 juli won ze nog twee gouden medailles in de finale. Het eerste goud van de dag was voor balk met een score van 15.050, één punt voor de zilveren medaillewinnares, Megan Skaggs. Teamgenote Victoria Woo won de bronzen medaille met een score van 13,650. Het tweede goud van Black was op vloer, waar ze 14,4 scoorde.
In september 2015 benoemde Gymnastics Canada Black tot het WK-team naast Isabela Onyshko, Brittany Rogers, Audrey Rousseau, Sydney Townsend en Victoria-Kayen Woo om mee te doen in Glasgow. Het Canadese team zette een sterke prestatie neer in de kwalificatieronde en kwalificeerde zich als zevende voor de teamfinale, waardoor een volwaardige teamligplaats op de Olympische Spelen van 2016 verzekerd is. Black kwalificeerde zich ook als vierde voor de meerkampfinale met een score van 57,299 en als derde voor de balkfinale met een 14,600. In de teamfinale behaalde ze een score van 14,233 op vloer, 15,100 op sprong en 13,566 op balk, waarmee ze het Canadese team hielp zesde te worden, hun beste teamfinish ooit op een wereldkampioenschap. Hoewel Black een kanshebber was voor een individuele meerkampmedaille (haar kwalificatiescore was minder dan 0.350 achter de op één na hoogste kwalificatie, Giulia Steingruber), viel ze op balk in haar volledige draai, maar vestigde toch een nieuw record voor de hoogste plaatsing van een Canadese door op de zevende plaats te eindigen. In de balkfinale viel ze opnieuw bij haar radslag en eindigde voor het tweede jaar op rij op de zevende plaats (als ze haar score van de kwalificatieronde had herhaald, had ze de zilveren medaille gewonnen).

### 2016
Zwart werd gekozen om Canada te vertegenwoordigen op de Olympische Zomerspelen 2016 in Rio de Janeiro. Het team voldeed niet aan de verwachtingen en miste kwalificatie voor de teamfinale, eindigend op de negende plaats slechts 0,168 punten achter het Nederlandse team. Black kwalificeerde zich ook niet voor de balkfinale door een val, maar ze kwalificeerde zich wel voor de meerkampfinale op de twaalfde plaats met een score van 56,965 (haar teamgenoot Onyshko kwalificeerde zich als negende). In de meerkampfinale leverde Black de prestatie van haar leven, met een score van 14,500 op ongelijke liggers, 14,566 op balk, 14,366 op vloer en 14,866 op sprong en eindigde op de vijfde plaats met een score van 58,298, meer dan 1,3 punten beter dan haar kwalificatiescore en minder dan vier tienden achter de bronzen medaillewinnares Aliya Mustafina.  Dit was een historisch resultaat: de hoogste plaats voor een Canadese turnster in de meerkamp voor vrouwen op de Olympische Spelen.

### 2017
Black liep begin 2017 een blessure op, waardoor ze in februari niet meedeed aan de jaarlijkse Elite Canada-wedstrijd. Haar eerste wedstrijd terug was de bij de Koper Slovenië wereldbeker , waar ze vierde werd op sprong, tweede op brug, tweede op balk en tweede op vloer.
In mei won Black haar vierde nationale all-around titel op de Canadese nationale turnkampioenschappen. Black werd later opgenomen in de teams voor de Wereldkampioenschappen en de Zomeruniversiade. Ze won ook de nationale titel op vloeroefening, werd tweede op sprong achter Shallon Olsen en op balk achter Isabela Onyshko, en werd zesde op brug.
Op de zomeruniversiade van 2017 leidde Black het Canadese team naar de zilveren medaille achter Rusland door de hoogste meerkampscore te noteren van alle deelnemers in de teamfinale. Individueel won ze brons in de meerkampfinale achter de Roemeense Larisa Iordache en de Japanse Asuka Teramoto. Ze had met Iordache de hoogste score op balk en met Teramoto de hoogste score op sprong in de finale. In de toestelfinales won ze goud op balk en brons op brug en werd ze vierde op sprong en vloer.
Op de wereldkampioenschappen van 2017 kwalificeerde Black zich als derde voor de meerkampfinale, als zevende voor de sprongfinale en als vierde voor de balkfinale. Ze was oorspronkelijk reserve voor de vloeroefeningfinale, maar werd ingezet als vervangster van de geblesseerde Amerikaanse Ragan Smith. Black schreef geschiedenis in de meerkamp finale door de eerste Canadese te worden die een meerkamp medaille won op een Wereld Kampioenschap, ze won de zilveren medaille achter de Amerikaanse Morgan Hurd. Tijdens de meerkampfinale behaalde Black de derde hoogste score op sprong, de vijfde hoogste score op brug, de derde hoogste score op balk en de achtste hoogste score op vloeroefening. Ze was de eerste Canadese in 11 jaar en pas de tweede Canadese ooit die een medaille won op een onderdeel van de wereldkampioenschappen. Tijdens de finales werd Black vierde op sprong (waar ze de hoogste uitvoeringsscore haalde), achtste op balk na een val en zevende op vloeroefening na een aftrek buiten de lijnen.

### 2018
In februari werd Black toegevoegd aan het team voor de Gemenebestspelen van 2018, samen met Shallon Olsen, Isabela Onyshko, Brittany Rogers en Rose-Kaying Woo. Daar hielp ze Canada om voor het eerst sinds de Gemenebestspelen van 1990 goud te winnen, vóór de nummer twee, Engeland, in de teamfinales.  Individueel won Black goud in de meerkamp vóór Georgia Godwin uit Australië en Alice Kinsella uit Engeland. Ze won ook zilver op sprong, achter Olsen, en werd zesde op balk en vierde op vloeroefening.
In mei deed Black mee aan de Canadese kampioenschappen waar ze goud won op de meerkamp. In september deed Black mee aan de Paris Challenge Cup waar ze zilver won op sprong achter Oksana Chusovitina uit Oezbekistan, brons op brug achter Juliette Bossu uit Frankrijk en Jonna Adlerteg uit Zweden, goud op balk en zilver op vloeroefening achter Mélanie de Jesus dos Santos uit Frankrijk.
Black werd benoemd tot het team om deel te nemen aan de Wereldkampioenschappen 2018 naast Brooklyn Moors, Ana Padurariu, Shallon Olsen, en Laurie Dénommée (die werd vervangen door Sophie Marois). Terwijl Black daar Canada hielp om vierde te worden in de teamfinale achter de Verenigde Staten, Rusland, en China. Individueel werd Black twaalfde in de meerkamp, zevende op sprong, en vijfde op balk.

### 2019
Black begon 2019 met meedoen aan Elite Canada waar ze tweede werd in de meerkamp achter Ana Padurariu. Ze won goud op sprong, zilver op brug en balk, opnieuw achter Padurariu, en brons op vloeroefening achter Padurariu en Victoria-Kayen Woo.  In maart nam Black deel aan de American Cup waar ze brons won naast de zilveren medaillewinnares van 2018, Mai Murakami, en verloor van de Amerikanen Leanne Wong en Grace McCallum. De maand daarop nam Black deel aan de World Cup in Tokio waar ze zilver won achter de Amerikaanse Morgan Hurd.
In mei deed Black mee aan de Canadese nationale kampioenschappen. Na de eerste wedstrijddag lag ze op de tweede plaats, achter Padurariu. Maar nadat Padurariu op de tweede dag van de wedstrijd van de balk was gevallen, won Black goud en won daarmee haar zesde nationale kampioenstitel. Daarnaast won ze goud op vloeroefening, zilver op brug achter Padurariu, en brons op balk achter Brooklyn Moors en Padurariu.
In juni werd Black genoemd in het team om deel te nemen aan de 2019 Pan American Games naast Padurariu (later vervangen door Isabela Onyshko), Moors, Shallon Olsen, en Victoria-Kayen Woo. Daar hielp ze Team Canada naar een tweede plaats in de teamfinale. In de meerkampfinale wist Black haar Pan American Games meerkamptitel te verdedigen en het goud te winnen voor Riley McCusker van de Verenigde Staten en Flávia Saraiva van Brazilië. Tijdens de eerste dag van de finales won Black goud op sprong voor Yesenia Ferrera uit Cuba en teamgenote Olsen en won brons op brug achter de Amerikanen McCusker en Leanne Wong om Canada's meest gedecoreerde Pan-Amerikaanse turnster te worden, met negen medailles uit haar carrière. Haar vijf gouden medailles zijn ook een Canadees Pan Am record. De volgende dag won ze de zilveren medaille op balk achter Eaker en voor McCusker en werd vierde op vloer achter Moors, Eaker, en Saraiva. Na het winnen van vijf medailles, waaronder twee gouden, werd ze geëerd als vlaggendraagster van Canada voor de slotceremonie van de Spelen.
Op 4 september werd Black genoemd in het team om deel te nemen aan de Wereldkampioenschappen 2019 in Stuttgart, Duitsland naast Ana Padurariu, Shallon Olsen, Brooklyn Moors, en Victoria Woo. Tijdens de kwalificaties hielp Black Canada om vijfde te worden, waardoor Canada een team kwalificeerde voor de Olympische Spelen van 2020 in Tokio. Individueel kwalificeerde ze zich voor de finales meerkamp en balk. Black deed tijdens de teamfinale mee op alle vier de toestellen en hielp Canada aan de zevende plaats. Tijdens de individuele meerkampfinale eindigde Black op de vierde plaats achter Simone Biles van de Verenigde Staten, Tang Xijing van China en Angelina Melnikova van Rusland met een score van 56,232, slechts 0,167 punten achter de derde plaats. Tijdens haar wedstrijd op sprong blesseerde Black zich echter aan haar enkel en moest zich terugtrekken uit de balkfinale.

### 2020
In februari maakte Black haar seizoensdebuut bij Elite Canada waar ze alleen meedeed op brug en balk, waarop ze respectievelijk eerste en vierde werd. Later die maand werd aangekondigd dat Black Canada zou vertegenwoordigen op de wereldbeker in Tokio die op 4 april plaatsvond. Black maakte haar comeback op de meerkamp tijdens de American Cup waar ze vijfde werd. De wereldbeker in Tokio werd later afgelast vanwege de uitbraak van het coronavirus in Japan.

### 2021
Black nam deel aan Elite Canada, die vanwege de COVID-19 pandemie in Canada werd uitgesteld. Ze werd eerste in de meerkamp en op balk vóór eerstejaars senior Ava Stewart. Black nam vervolgens deel aan twee Technische Trials waar ze bij beide als eerste eindigde. Ze nam deel aan de Canadese Kampioenschappen waar ze haar zevende Nationale Kampioenschapstitel won. Daarnaast eindigde ze als eerste op balk en als tweede op sprong, brug en vloeroefening achter respectievelijk Shallon Olsen, Stewart en Brooklyn Moors. Op 17 juni werd Black officieel benoemd in Canada's Olympische team van 2020 naast Ava Stewart, Shallon Olsen, en Brooklyn Moors.

## Resultaten

### Junior
| Jaar | Wedstrijd              | All around | All around | Onderdeel | Onderdeel | Onderdeel | Onderdeel |
| Jaar | Wedstrijd              | Indiv.     | Team       |           |           |           |           |
| ---- | ---------------------- | ---------- | ---------- | --------- | --------- | --------- | --------- |
| 2008 | Elite Canada           | 16         |            | Brons     |           |           |           |
| 2009 | Elite Canada           | 10         |            | Brons     |           |           |           |
| 2010 | Canadees Kampioenschap | 14         |            | Brons     | Goud      |           |           |
| 2010 | Elite Canada           | 14         |            | Zilver    | 4         |           | 8         |

### Senior
| Jaar | Wedstrijd               | All around | All around | Onderdeel | Onderdeel | Onderdeel | Onderdeel |
| Jaar | Wedstrijd               | Indiv.     | Team       |           |           |           |           |
| ---- | ----------------------- | ---------- | ---------- | --------- | --------- | --------- | --------- |
| 2012 | Elite Canada            | 9          | -          | Goud      | Brons     | -         | 7         |
| 2012 | Osijek World Cup        | -          | -          | Goud      | -         | -         | Goud      |
| 2012 | International Gymnix    | Zilver     | -          | Goud      | Brons     | -         | 4         |
| 2012 | Nationaal kampioenschap | 7          | -          | Goud      | 7         | -         | Brons     |
| 2012 | Olympische Spelen       | -          | 5          | -         | -         | -         | -         |
| 2013 | Elite Canada            | Goud       | -          | Goud      | Goud      | Goud      | Zilver    |
| 2013 | Wereldbeker Tokio       | Brons      | -          | -         | -         | -         | -         |
| 2013 | Wereldbeker Ljubljana   | -          | -          | Goud      | Goud      | 5         | Goud      |
| 2013 | Nationaal kampioenschap | Goud       | -          | Brons     | Goud      | -         | Zilver    |
| 2013 | Universiade             | 4          | -          | 4         | Brons     | -         | Zilver    |
| 2013 | Wereldkampioenschap     | 13         | -          | -         | -         | -         | 8         |
| 2014 | Elite Canada            | Brons      | -          | -         | Goud      | Zilver    | -         |
| 2014 | International Gymnix    | Goud       | -          | -         | Brons     | Brons     | Goud      |
| 2014 | Nationaal kampioenschap | Goud       | -          | -         | -         | Goud      | -         |
| 2014 | Commonwealth Games      | 4          | 4          | Zilver    | Goud      | 4         | Brons     |
| 2014 | Wereldkampioenschap     | 9          | -          | -         | 7         | -         | -         |
| 2014 | Wereldbeker Stuttgart   | 7          | -          | -         | -         | -         | -         |
| 2014 | Wereldbeker Glasgow     | Zilver     | -          | -         | -         | -         | -         |
| 2015 | Elite Canada            | -          | -          | Goud      | -         | -         | -         |
| 2015 | Nationaal kampioenschap | Goud       | -          | -         | Goud      | Zilver    | Zilver    |
| 2015 | Wereldkampioenschap     | 7          | 6          | -         | -         | 7         | -         |
| 2016 | Elite Canada            | Brons      | -          | Zilver    | Zilver    | 4         | Zilver    |
| 2016 | Nationaal kampioenschap | Zilver     |            | Brons     | Zilver    | 11        | Goud      |
| 2016 | Olympische Spelen       | 5          | 9          | -         | -         | -         | -         |
| 2017 | Nationaal kampioenschap | Goud       | -          | Zilver    | Zilver    | 6         | Goud      |
| 2017 | Universiade             | Brons      | Zilver     | 4         | Goud      | Brons     | 4         |
| 2017 | Wereldkampioenschap     | -          | Zilver     | 4         | 8         | -         | 7         |
| 2018 | Elite Canada            | -          | -          | -         | -         | 7         | -         |
| 2018 | Gemenebestspelen        | Goud       | Goud       |           | 6         | -         | 4         |
| 2018 | Nationaal kampioenschap | Goud       | -          | Brons     | Goud      | Goud      | Zilver    |
| 2018 | Wereldkampioenschap     | 12         | 4          | 7         | 5         | -         | -         |
| 2019 | Elite Canada            | Zilver     | -          | Goud      | Zilver    | Zilver    | Brons     |
| 2019 | Wereldbeker Tokio       | Zilver     | -          | -         | -         | -         | -         |
| 2019 | Nationaal kampioenschap | Goud       | -          | -         | Brons     | Zilver    | Goud      |
| 2019 | Pan-Amerikaanse Spelen  | Goud       | Zilver     | Goud      | Zilver    | Brons     | 4         |
| 2019 | Wereldkampioenschap     | 4          | 7          | -         | WD        | -         | -         |
| 2020 | Elite Canada            | -          | -          | -         | 4         | Goud      | -         |
| 2021 | Elite Canada            | Goud       | -          | -         | -         | -         | -         |
| 2021 | Nationaal kampioenschap | Goud       |            | Zilver    | Goud      | Zilver    | Zilver    |
| 2021 | Olympische Spelen       | WD         | -          | -         | 4         | -         | -         |